# DokuWiki
DokuWiki（ドクウィキ）は、PHPで書かれた、ウィキソフトウェアである。各データはテキストファイルとして保存されるので、データベースを必要としない。GPL 2 ライセンスで配布されている。

## 主な特色
- 単純で扱いやすい構文（MediaWiki風の記述法）
- 無制限のページ履歴
- PHPベース
- 名前空間によるページ分類が可能
- データベース不要。ページデータはプレーンテキストファイルで保存するため、テキストエディタによる編集・GREP検索が可能
- アクセス制御機能・スパム対策機能を内蔵し、認証プラグインによる外部認証も可能（Google/Facebookアカウントなど）
- 900種類以上のプラグインによる機能拡張
- インデックスを使用した高速な全文検索
- 50以上の言語に対応
- HTML5、UTF-8に対応